# Michel Deutsch (traducteur)
Pour les articles homonymes, voir Deutsch.
Ne doit pas être confondu avec l'auteur dramatique Michel Deutsch
Michel Deutsch (24 octobre 1924 - 8 novembre 1996) est un traducteur français depuis l'anglais, spécialisé en littératures policière et de science-fiction. Il ne doit pas être confondu avec l'auteur dramatique Michel Deutsch (né en 1948), qui a fait quelques traductions depuis l'allemand.

## Biographie
Michel Deutsch commence par traduire des romans de science-fiction dans les années 1950 pour les collections spécialisées Le Rayon fantastique puis Présence du futur. Il y traduit des classiques anglo-saxons. Dans leur article sur le space opera, Vivian Amalric et André-François Ruaud considèrent que « Michel Deutsch fit un bien meilleur travail de traducteur sur les tomes suivants » du cycle des Villes nomades par James Blish que le traducteur du premier tome.
Tout en continuant à travailler chez Denoël, il entre à Opta pour d'autres classiques de la science-fiction. Il traduit également des romans policiers pour la Série noire chez Gallimard et pour les éditions Planète, qui font connaître les polars suédois de Maj Sjöwall et Per Wahlöö en faisant traduire la traduction anglaise.
Dans les années 1970, il entre aux éditions J'ai lu où il traduit des auteurs de science-fiction plus récents qui renouvellent le genre. En 1975, il traduit Les Dents de la mer de Peter Benchley, l'année de la sortie du film de Spielberg Les Dents de la mer.
Dans les années 1990, il entre chez 10/18 tout en continuant de travailler pour J'ai lu. Il voit ses anciennes traductions régulièrement rééditées. En 1992, Gérard Klein reprend la traduction d'une nouvelle de John W. Campbell faite par Michel Deutsch, et remarque des différences avec de l'édition américaine, notant : « je ne peux pas présumer que Michel Deutsch ait pratiqué des coupures, […] je ne pense pas que Michel Deutsch ait brodé pour son plaisir », attribuant donc ces différences à la version originale publiée en revue.

## Traductions choisies
- 1951 : Les Armureries d'Isher d'A. E. van Vogt, Hachette Le Rayon fantastique[5]
- 1958 : La Cité du grand juge d'A. E. van Vogt, Hachette Le Rayon fantastique[5]
- 1959 : Croisière sans escale de Brian Aldiss, Denoël Présence du futur[5]
- 1961 : Terre, il faut mourir de James Blish, Denoël Présence du futur[5]
- 1963 : La Machine à brouillard de Ken Kesey, Stock[5]
- 1964 : Le Bureau des assassinats de Jack London, Stock[5]
- 1964 : Un caïd de James Clavell, Stock[5]
- 1965 : L'Ère des gladiateurs, Une mort douce, Masse critique de Frederik Pohl, Opta Galaxie-bis (traduits avec Pierre Billon)[5]
- 1965 : Le Grand Roi dans La Patrouille du temps de Poul Anderson, Marabout Géant[5]
- 1968 : Les Amants étrangers et L'Univers à l'envers de Philip José Farmer, Opta Club du livre d'anticipation[5]
- 1968 : Anges de la Désolation de Jack Kerouac, Denoël Les Lettres nouvelles[5]
- 1968 : Au carrefour des étoiles de Clifford D. Simak, Albin Michel[5]
- 1968 : Blanc et Noir d'Ed Lacy, Gallimard Série noire[5]
- 1969 : Un agent qui veut du bien d'Anthony Burgess, Denoël[5]
- 1969 : Histoires mystérieuses d'Isaac Asimov, 2 volumes, Denoël Présence du futur[5]
- 1969 : Le Livre de Mars de Leigh Brackett, Opta Club du livre d'anticipation[5]
- 1970 : Elles n'iront plus au bois de Maj Sjöwall et Per Wahlöö, Planète (d'après la traduction en anglais)[5]
- 1971 : Nova de Samuel Delany, Robert Laffont Ailleurs et Demain[5]
- 1971 : Le Denier du colt de James Hadley Chase, Gallimard La Poche noire[5]
- 1971 : Tschaï de Jack Vance, Opta Club du livre d'anticipation[5]
- 1972 : Pour une question de peau de Donald Westlake[5]
- 1974 : Le Monde vert de Brian Aldiss, J'ai lu SF[5]
- 1975 : À rebrousse-temps de Philip K. Dick, J'ai lu SF[5]
- 1975 : Les Ailes de la nuit de Robert Silverberg, J'ai lu SF[5]
- 1975 : Les Dents de la mer de Peter Benchley[5]
- 1977 : Zyeux-bleus de Jerome Charyn, Gallimard Super noire[5]
- 1978 : La Dernière Aube de Catherine L. Moore, Pocket SF[5]
- 1979 : Dans le palais des rois martiens de John Varley, Denoël Présence du futur[5]
- 1979 : Espion, lève-toi de George Markstein, Gallimard Série noire[5]
- 1980 : Une rose pour l'Ecclésiaste de Roger Zelazny, J'ai lu SF[5]
- 1980 : La Troisième Vague d'Alvin Toffler, Denoël[5]
- 1980 : Fleurs captives de Virginia C. Andrews, J'ai lu[5]
- 1983 : Les Prédateurs de Whitley Strieber, J'ai lu[5]
- 1985 : Coulez mes larmes, dit le policier de Philip K. Dick, Robert Laffont Ailleurs et Demain[5]
- 1986 : L'Épopée de Chanur de C. J. Cherryh, J'ai lu SF[5]
- 1987 : Le Palais du déviant de Tim Powers, J'ai lu SF[5]
- 1989 : Histoires d'os de Howard Waldrop, J'ai lu SF[5]
- 1993 : Barrayar de Lois McMaster Bujold, J'ai lu SF[5]